# USS Eugene A. Greene (DE-549)
USS Eugene A. Greene (DE-549) – niszczyciel eskortowy typu John C. Butler, którego budowa dla United States Navy nie została ukończona.
Nazwa "Eugene A. Greene" została przydzielona kadłubowi DE-549 28 października 1943. Planowano, że okręt zostanie zbudowany w stoczni Boston Navy Yard. Kontrakt na budowę został anulowany 10 czerwca 1944, zanim okręt ukończono.
Nazwa "Eugene A. Greene" została przydzielona niszczycielowi USS "Eugene A. Greene" (DD-711).